# Stefan Roos
Klas Stefan Roos, född 3 februari 1970 i Stockholm, är en svensk skådespelare, manusförfattare, regissör och TV-producent.

## Biografi
Roos gick ut Teaterhögskolan i Stockholm 1993. Han har i flera år varit medförfattare till och skådespelare i TV-serier som TV4:s Hem till Midgård (Halvdan Glappkäft), Bröderna Fluff (Järry Fluff), Dr. Mugg, Jonson och Pipen (Jonson) och Riddaren av Pelargonien (Riddar Birger) på Sveriges Television. I Jonson och Pipen och Riddaren av Pelargonien var han dessutom producent.  
Tillsammans med Per Simonsson är han upphovsman, manusförfattare, regissör och kreativ producent till såväl 2011 som 2016 års julkalendrar i Sveriges Television, Tjuvarnas jul och Selmas saga. Båda slog tittarrekord för julkalendrar; Selmas saga hade 3 miljoner tittare per avsnitt. 2014 skrev och regisserade duon biofilmen Tjuvarnas jul – Trollkarlens dotter, en fristående uppföljare till Tjuvarnas jul. Filmen blev nominerad till Guldbagge i tre kategorier: bästa scenografi, kostym och mask. 2019 skrev och regisserade de Ture Sventon & Bermudatriangelns hemlighet för CMore, med Robert Gustafsson i huvudrollen.
Tjuvarnas jul och Ture Sventon vann båda tv-priset Kristallen för årets barnprogram. Duon har även skrivit boken Egon – hälften alien i tre delar, som vann Karlstad barnbokspris.

## Filmografi (urval)

### Manus
- 2011 – Tjuvarnas jul
- 2014 – Tjuvarnas jul – Trollkarlens dotter
- 2016 – Selmas saga (TV-serie) (julkalender)
- 2019 – Ture Sventon och Bermudatriangelns hemlighet (TV-serie)

### Regi
- 2011 – Tjuvarnas jul
- 2014 – Tjuvarnas jul – Trollkarlens dotter
- 2016 – Selmas saga (TV-serie) (julkalender)
- 2019 – Ture Sventon och Bermudatriangelns hemlighet (TV-serie)

### Skådespelare
- 1996 – Bröderna Fluff (TV-serie)
- 1997 – Beck - Lockpojken
- 2001 – Doktor Mugg (TV-serie)
- 2003 – Hem till Midgård (TV-serie)
- 2006 – Jonson och Pipen (TV-serie)
- 2007 – Riddaren av Pelagonien (TV-serie)
- 2011 – Tjuvarnas jul (TV-serie)
- 2014 – Selmas saga (TV-serie)